# Acacia bracteolata
Acacia bracteolata är en ärtväxtart som beskrevs av Bruce R. Maslin. Acacia bracteolata ingår i släktet akacior, och familjen ärtväxter. Inga underarter finns listade i Catalogue of Life.